# Newtownabbey
Newtownabbey (en gaèlic irlandès Baile na Mainistreach) és una ciutat d'Irlanda del Nord, al comtat d'Antrim, a la província de l'Ulster. L'autopista M2 la separa de Belfast, de la que n'és un suburbi.
Majoritàriament zona residencial, la ciutat és també seu de moltes indústries de la informàtica i l'enginyeria. S'hi inclouen instal·lacions comercials i d'oci com Abbey Centre, the Valley Leisure Centre, el Ballyearl Arts & Leisure Centre, Glengormley Moviehouse, Glengormley Sportsbowl i tres grans parcs públics. El campus principal de la Universitat d'Ulster es troba en la zona Jordanstown de Newtownabbey.

## Demografia
Newtownabbey és classificada com a ciutat gran (entre 18.000 i 75.000 habitants) per la Northern Ireland Statistics and Research Agency (NISRA) i es troba dins l'Àrea Metropolitana de Belfast (BMUA). Segons el cens de 2001 tenia 62.056 habitants dels quals:
- 21,8% tenien menys de 16 anys i el 19,1% més de 60
- 48,1% eren homes i el 51,9% eren dones
- 19,4% són catòlics irlandesos i el 76,2% són protestants.
- 3,2% de la població entre 16–74 anys està a l'atur.

## Townlands
Aquesta és una llista de townlands de l'àrea urbana de Newtownabbey amb la seva etimologia.
- Ballybought (de Baile Bocht que significa “ciutat pobra”)*
- Ballyduff (històricament Ballymacelduffe; de Baile Mhic Giolla Dhuibh que vol dir "vila de MacElduff")*
- Ballygolan (històricament Ballingowlan; de Baile an Ghabhláin o Baile Gobhláin que vol dir "vila de la forca")*
- Ballyhenry (de Baile Enri que vol dir "llogaret d'Enri")*
- Ballyvesey (de Baile Feasoighe que vol dir "llogaret de Vesey")*
- Ballywonard (de Baile Mhuine Ard que vol dir "llogaret de les herbes altes")*
- Carnmoney (de Carn Monaidh que vol dir "cairn del pantà")*
- Collinward (de Coll an Bháird que vol dir "l'avellaner del bard")*
- Cloughfern (històricament Ballycurraghfarny; de Cruach Fearna que vol dir "pica del vern" o Currach Fearnaí que vol dir "pantà del lloc dels verns")*
- Drumnadrough (de Druimainn Dorcha que vol dir "cresta fosca" o Druim na gCruach que vol dir "cresta de les piques"), on es troba el Merville Garden Village
- Dunanney (de Dún Aine que vol dir "fortalesa de l'Aine")*
- Glengormley (de Gleann Ghormlaithe que vol dir "vall blau i gris")*
- Jordanstown (històricament Ballyjordan i Ballyjurdan)
- Mallusk o Molusk (històricament Moyvluske i Moyvliske; de Maigh Bhloisce que vol dir "planura de Bloisce")*
- Monkstown (històricament Ballynamanagh; de Baile na Manach que vol dir "llogaret dels monjos")
- Whiteabbey
- White House

* citació per a derivacions
Aquestes masies tenen noms derivats de l'irlandès, encara que no han estat nomenades com a townlands:
- Mossley (de Maslaí)
- Rathcoole (de Ráth Cúile que vol dir "racó del ringfort")

## Història
Newtownabbey va sorgir de la unió de set viles; Carnmoney, Glengormley, Jordanstown, Monkstown, Whiteabbey, Whitehouse i Whitewell. La unió començà a funcionar l'1 d'abril de 1958. Abans de la seva craeció estava sota la jurisdicció del Consell de Districte Rural de Belfast.
La línia del temps del govern local ha estat: Consell del Districte Urbà de Newtownabbey (1958–1973), Consell de Districte de Newtownabbey (1973–1977), Consell del Burg de Newtownabbey (1977–2015) i Consell de Districte d'Antrim & Newtownabbey (2015-).
Està previst que a la primavera de 2015 el consell del burg de Newtownabbey s'uneixi al consell d'Antrim per a formar el nou Antrim & Newtownabbey District Council segons la reestructuració del govern local prevista per les autoritats d'Irlanda del Nord.

## Agermanaments
- Rybnyk
- Dorsten
- Gilbert (Arizona) (Sister Cities International)